# ض
ﺽ（ダード, ضاد）はアラビア文字の15番目に位置する文字。咽頭化または軟口蓋化された有声歯茎破裂音（/d̴/ または /dˁ/）を表す。

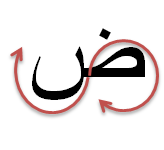
単独形の筆順

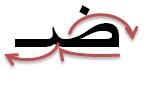
語頭形の筆順

## 概要

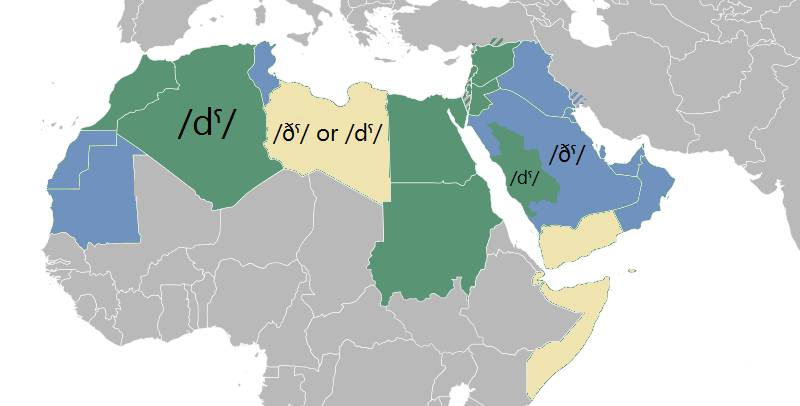
地域によって異なる「ض」の音価

フェニキア文字にはこの音のための字が存在しない。文字は ص (/sˁ/) の上に点を付加することによって作られた。
かつては何らかの側面音であったと考えられている。
多くの口語では ظ と同音になり、エジプトではともに /dˁ/、イラクではともに /ðˁ/ と発音されるが、フスハーを話すときや、フスハー由来の語では両者は人工的に区別され、ﺽ は /dˁ/、ظ は /ðˁ/ または /zˁ/ と発音される。
クルアーン朗誦で定められた方法では現代アラブ諸国で多く行われている単なるدの強勢化とは違い、舌のつけ根付近（右側のみor左側のみor両側のみ、部族によって左右どちらかの片方だけしか押し当てない例があったことが伝承・記録として残っている）を上顎の奥歯に強く押し付けつつも舌先に可動性を与えて口内に息をためこむ方法でこもった音となる。そのためアラビア語の中でも特に難しく、現代アラブ人も普段のダードとは異なる発音方法を練習することでクルアーン読誦で求められるダードの調音を習得するのが一般的となっている。

アラビア語学者の間では早くから知られアラビア語にしかない特殊な子音として扱われた。アラブ人のことを『ﺽの民族』、アラビア語のことを『ﺽの言語』（لغة الضاد）とも言うのはそのためである。
- ضد / ḍidda / 対義語を意味するアラビア語の発音例
- فضي / fiḍḍī / 銀を意味するアラビア語の発音例
- أرض / arḍ / 土地や地球を表すアラビア語の発音例

## アラビア書道
アラビア書道の基本として10世紀にイブン・ムクラによって定められた比率と法則があり現代に至るまで指針となっている。 

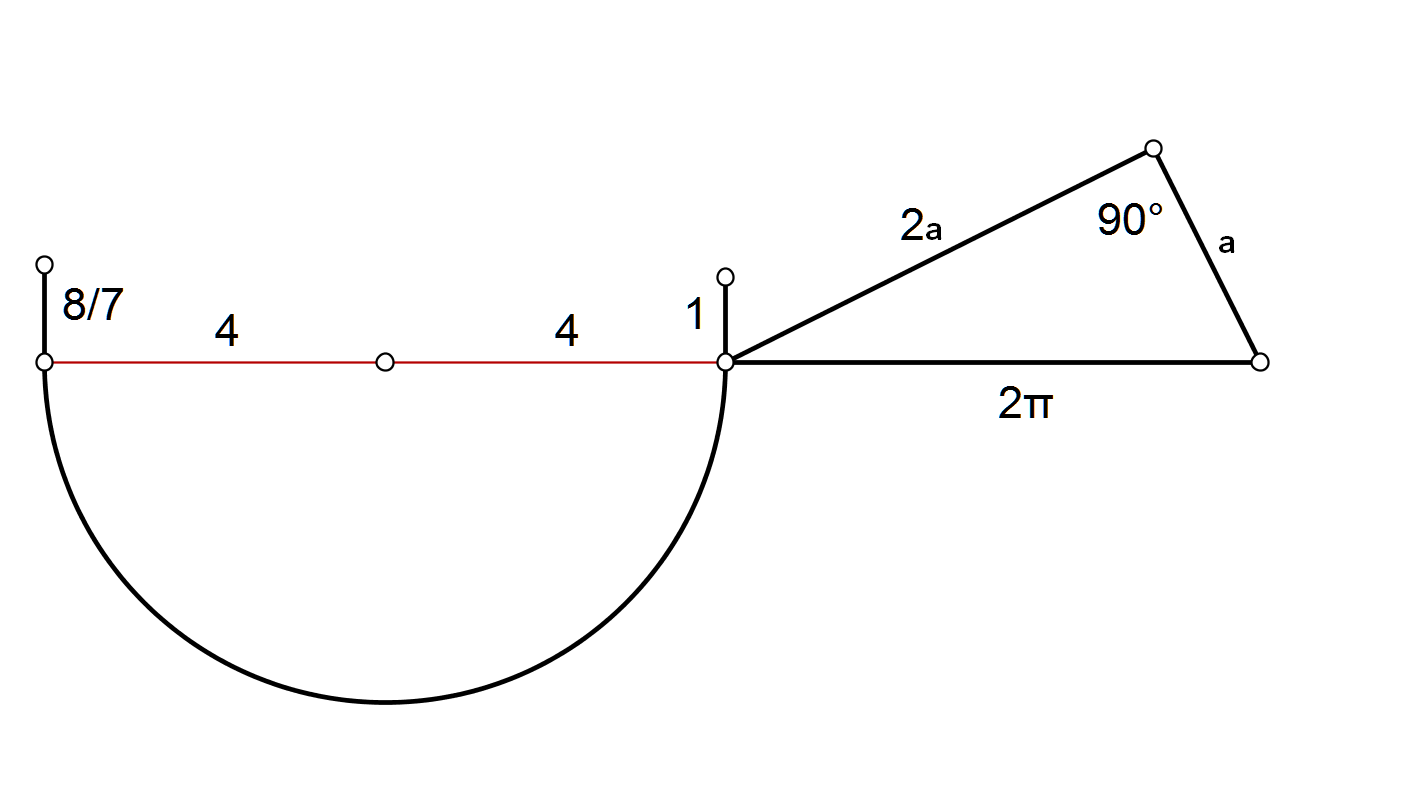
イブン・ムクラによるダートの文字を書くときの理想的な比率

ダードの書き順

## 符号位置
| 文字 | Unicode | JIS X 0213 | 文字参照        | 説明   |
| ---- | ------- | ---------- | --------------- | ------ |
| ض    | U+0636  | ‐          | &#x636; &#1590; | ダード |
| ڝ    | U+069D  | ‐          | &#x69D; &#1693; |        |
| ڞ    | U+069E  | ‐          | &#x69E; &#1694; |        |
| ۻ    | U+06FB  | ‐          | &#x6FB; &#1787; |        |